# Bertholdia semiumbrata
Bertholdia semiumbrata là một loài bướm đêm thuộc phân họ Arctiinae, họ Erebidae.